# Скоморохово (Ивановская область)
Скоморохово — деревня в Шуйском районе Ивановской области России. Входит в состав Васильевского сельского поселения.

## История
Деревня впервые упоминается в писцовой книге Матницкого стана Суздальского уезда 1627/28—1629/30 гг. 
До революции основными занятиями населения были шитье рукавиц и кузнечный промысел (в середине 19 века в деревне было 5 кузниц).
В 1908 году по местному преданию в деревне явилась якобы чудотворная икона Смоленской Божией Матери: потемневшая от времени икона просветлела в одну ночь. По всей округе начали распространяться слухи о различных чудесах: об исцелении слепых, хромых и т.п. Икону эту в сопровождении полиции и духовенства переправили в Шую и далее во Владимир.

## География
Деревня находится в центральной части Ивановской области, в зоне хвойно-широколиственных лесов, на расстоянии примерно 17 километров (по прямой) к северо-востоку от города Шуи, административного центра района. Абсолютная высота — 112 метров над уровнем моря.

### Климат
Климат характеризуется как умеренно континентальный, с умеренно холодной многоснежной зимой и относительно тёплым влажным летом. Среднегодовая температура воздуха — 3,3 °C. Средняя температура воздуха самого холодного месяца (января) — −11,6 °C (абсолютный минимум — −46 °C), средняя температура самого тёплого (июля) — 18,5 °С (абсолютный максимум — 38 °С). Безморозный период длится около 133 дней. Годовое количество атмосферных осадков составляет 744 мм, из которых большая часть выпадает в тёплый период.

### Часовой пояс
Деревня Скоморохово, как и вся Ивановская область, находится в часовой зоне МСК (московское время). Смещение применяемого времени относительно UTC составляет +3:00.

## Население
| 1859 | 1905 | 2010 |
| ---- | ---- | ---- |
| 290  | ↗307 | ↘3   |

### Национальный состав
Согласно результатам переписи 2002 года, в национальной структуре населения русские составляли 100 % из 8 чел.